# Dany Laferrière
Pour les articles homonymes, voir Laferrière.
Windsor klébert Laferrière plus connu sous le nom de  « Dany Laferrière » le  nom qu’il utilise pour ses écrits et pour sa signature dans la vie artistique qu’il entreprend . en hommage à son père,, né le 13 avril 1953 à Port-au-Prince en Haïti, est un académicien, écrivain et réalisateur résidant principalement à Montréal et à Paris.
Il reçoit le prix Médicis 2009 pour son roman L'énigme du retour. Le 12 décembre 2013, il est élu à l'Académie française, où il est officiellement reçu le 28 mai 2015.

## Biographie
Né à Port-au-Prince le 13 avril 1953, Dany Laferrière passe son enfance à Petit-Goâve avec sa grand-mère Da, un des personnages marquants de son œuvre. Marie Nelson, sa mère (archiviste à la mairie de Port-au-Prince), l'y envoie vers l’âge de quatre ans par crainte qu’il ne subisse des représailles de la part du régime de François Duvalier (Papa Doc), en raison des idées politiques de son père, Windsor Klébert Laferrière (maire de Port-au-Prince, puis sous-secrétaire d’État au Commerce et à l’Industrie), alors en exil et « à la dérive »,,,.
À onze ans, Laferrière retourne vivre avec sa mère et sa sœur à Port-au-Prince. Il fait ses études secondaires au Collège Canado-Haïtien (CCH) et commence à travailler comme journaliste dès l’âge de dix-neuf ans. Le 1er juin 1976, son ami et collègue Gasner Raymond, alors âgé de vingt-trois ans comme lui, est assassiné par les Tontons Macoute. À la suite de cet événement, craignant d'être « sur la liste », il quitte de manière précipitée Haïti pour Montréal, n'informant personne de son départ, à l'exception de sa mère. En 1979, il retourne pendant six mois à Port-au-Prince et y rencontre Margaret Berrouët (dite Maggie), son épouse avec qui il a trois filles — Melissa, qui est née à Manhattan, où vivait alors Maggie, Sarah et Alexandra, qui sont nées à Montréal.
Lors de son arrivée à Montréal en juin 1976, il habite rue Saint-Denis et commence à écrire afin de se libérer notamment de l’usine de Salaberry-de-Valleyfield où il travaille de nuit pendant huit ans, comme ouvrier « illégal », à faire des tapis en peaux d’animaux. Il loge dans des chambres «crasseuses et lumineuses», mange peu, préférant se procurer chez un brocanteur de la rue Saint-Denis une machine à écrire Remington 22 et des livres d’occasion. Il découvre l'œuvre de l'écrivain Jorge Luis Borges, qu’il ne cessera jamais de lire.
Dany Laferrière s'installe à Montréal où il occupe plusieurs emplois mal payés en usine tout en écrivant son premier roman,  Comment faire l’amour avec un Nègre sans se fatiguer (1985), qui remporte un succès commercial inattendu. Notamment dans le monde anglophone où l'auteur est comparé à Bukowski et à Miller. Au Québec, le livre sort un vendredi, et le samedi, il est reçu par Denise Bombardier à l'émission En tête. C'était la première fois qu'il passait à la télévision. Le livre sera adapté pour le cinéma par Jacques W. Benoît en 1989, en plus d’être traduit en de nombreuses langues. Aux États-Unis, le film provoque un scandale et les grands médias américains le censurent (New York Times, Washington Post, Herald Tribune, Miami Herald, Los Angeles Times).
En 1990, il quitte Montréal avec sa famille pour Miami, afin d’échapper à cette célébrité « incompatible avec le silence intérieur qu’exige le travail d’écrivain ». Il écrit à Kendall dix romans en douze ans, qui forment l’ossature de son œuvre, pas loin d’un petit lac dont il fait le tour chaque matin en ruminant les descriptions et les dialogues à écrire. L'œuvre de Laferrière, qui connaît déjà le succès en France, fait l’objet de nombreuses traductions. S'il confiait en entrevue avec Jean-Paul Soulié, du quotidien montréalais La Presse, à la sortie de son premier roman en 1986: « Je veux m’emparer du monde », aujourd’hui c’est fait. Au printemps 1999, le Québec est le pays à l’honneur au Salon du livre de Paris. Dany Laferrière est invité à l’émission Bouillon de culture de Bernard Pivot, avec les écrivains Eduardo Manet (Cuba), Mongo Beti (Cameroun), Tahar ben Jelloun (Maroc), Robert Lalonde et Gaétan Soucy (Québec). Sur ce plateau, il évoque les conditions de son départ d'Haïti et salue l’originalité de la littérature québécoise. En 2002, Laferrière revient s'installer définitivement à Montréal, avec son épouse et ses filles.
En 2005, Dany Laferrière est parrain de Montréal, Capitale mondiale du livre, « Première ville du continent américain à décrocher le titre».
En novembre 2009, il reçoit le prix Médicis pour L'énigme du retour et se trouve à Port-au-Prince avec Michel Le Bris au Festival Étonnants voyageurs, le 12 janvier 2010 à 16 heures 53 minutes et 10 secondes, heure locale, quand le séisme frappe Haïti. Son épouse reçoit un courriel de l'écrivain affirmant qu'il est sain et sauf. Il témoigne de cette catastrophe, près de deux mois après, dans son livre Tout bouge autour de moi,.
Le 12 décembre 2013, face notamment à Catherine Clément, Arthur Pauly et Jean-Claude Perrier, il est élu au premier tour de scrutin au 2e fauteuil de l'Académie française, devenant le premier immortel d'Haïti et du Canada à y siéger,. À 10 heures ce jour-là, il donne une conférence sur la littérature à Port-au-Prince. Il voulait être « dans ce pays où après une effroyable guerre coloniale, on a mis la France esclavagiste d’alors à la porte tout en gardant sa langue » pour recevoir la nouvelle de son élection. Reçu le 28 mai 2015 par Amin Maalouf, il y prononce comme le veut la tradition son discours de réception, en hommage à son prédécesseur Hector Bianciotti. Il est le deuxième membre de cette institution à l'intégrer sans avoir jamais possédé la nationalité française après Julien Green en 1971, le premier à vivre hors de France, le deuxième Noir après Léopold Sédar Senghor (élu en 1983), et le troisième Noir élu membre de l'Institut de France (Ousmane Sow étant élu associé étranger à l'Académie des Beaux-Arts, en 2012). Il appartient également à la commission du Dictionnaire.
En mars 2015, Laferrière présentait sa « bibliothèque idéale » en présence du premier ministre du Québec, Philippe Couillard et de la maire de Paris, Anne Hidalgo, à la bibliothèque de l'Hôtel de ville de Paris. En novembre 2015, il publie Tout ce qu'on ne te dira pas, Mongo, un roman qui mélange fiction et réflexion, qu'il décrit comme sa longue lettre d'amour de 300 pages au Québec. Il y raconte quarante années de vie et partage quelques conseils pour qui veut s'infiltrer dans une nouvelle culture,,. Il reçoit le prix Ludger Duvernay, décerné par la Société Saint-Jean-Baptiste de Montréal. Le 26 août 2016, il réalise la leçon inaugurale de la future promotion 2021 de Sciences Po Paris. En 2017, il devient le parrain de la quinzième édition des Correspondances d'Eastman. En novembre 2016, il a été le président d'honneur du Prix CatalPa, prix littéraire et artistique français distinguant chaque année un catalogue d'exposition, parmi les titres publiés dans l’année par les musées et les institutions culturelles de Paris. En 2018, Dany Laferrière devient le président d'honneur de la Fondation pour la langue française, de la Société Saint-Jean-Baptiste de Montréal. En septembre 2019, l'écrivain est invité à l'émission 24/60, sur les ondes de Radio-Canada, et s'exprime sur le traitement politique et médiatique entourant la controverse provoquée par la publication d'une photo du Premier ministre Justin Trudeau, publiée par le magazine américain Time, affirmant qu'il ne peut s'agir d'un « blackface ». Il déplore que l'on oublie de préciser le contexte qui a alimenté l'affaire, Trudeau étant déguisé pour ressembler à Aladin, dans le conte Les Mille et Une Nuits. « Il faut qu’il y ait une volonté certaine de vouloir ridiculiser et déshumaniser l’autre. Dans le cas de la première image que j’ai vue, où Trudeau était accompagné d’une jeune femme magnifique, et où il avait un très beau turban, les femmes ne semblaient pas effrayées par sa présence… Aux États-Unis, quand on faisait du "blackface" pour ridiculiser, on mettait un regard effrayé, de grosses lèvres, des yeux un peu entourés de blanc pour obtenir un regard à la fois effrayé et effrayant. »
En 2019, Dany Laferrière est délégué de l’Académie française pour prononcer le discours de la Séance solennelle de rentrée des cinq Académies sur le thème du chaos. Il introduit Vertières sous le mot Victoire dans le dictionnaire de l'Académie française.
Le 3 février 2020, Dany Laferrière est invité au Centenaire des Archives nationales du Québec. Il a rendu un « vibrant hommage à l’institution et à ce qu’elle représente pour la collectivité québécoise »,, et cite le poème de Gatien Lapointe « Ode au Saint-Laurent ».
Le 1er avril 2020, La Grande Librairie, une émission littéraire créée et présentée par François Busnel, reçoit sur son plateau les écrivains Macha Méril, Cécile Ladjali, Velibor Čolić, et Dany Laferrière. L'émission enregistrée juste avant le début du confinement est diffusée sur France 5. Au cours de cette émission consacrée à l'exil, Dany Laferrière est invité à présenter son roman L'exil vaut le voyage qui compte 408 planches dessinées. Un livre « qui donne le ton » avec « beaucoup d'humour et une certaine tristesse qui permet de célébrer la joie et l'exil ». Le 26 mars 2021, Sophie Durocher cite un bref extrait de cette entrevue qui dure 90 minutes, pour sa chronique. Le 12 août 2020, journée du livre québécois, Dany Laferrière est de passage au Téléjournal de Radio-Canada ; il témoigne de sa visite dans 12 librairies indépendantes et dans le réseau canadien de librairies francophones Renaud-Bray, où il est allé saluer les libraires en temps de Covid-19. « Impressionné par la compétence des libraires », il affirme que « Internet ne peut pas les remplacer » et invite le monde à « reconnaitre ce qui se passe d'extraordinaire » avec la littérature au Québec.
Le 10 juin 2020, il publie une lettre « Le racisme est un virus » dans plusieurs journaux et blogues,,,, et sur le site de l'Institut de France,. Il s'exprime sur la question du racisme, qui est à l’avant-plan depuis la mort de George Floyd, tué par un policier blanc aux États-Unis lors de son interpellation. Le 8 octobre 2020, il est invité à France Culture pour la réédition de son roman Comment faire l'amour avec un nègre sans se fatiguer, paru en 1985 et répond à la question « Peut-on encore utiliser le mot nègre en littérature ». Le 25 octobre 2020, il est invité à l'émission Dessine-moi un dimanche pour lire son texte en ondes, qui sera publié sur de nombreuses plateformes, et repris par l'Académie française le 5 novembre 2020 dans sa rubrique « Dire, ou ne pas dire » sous le titre Le poids d'un mot, avant de publier son Petit traité sur le racisme.
Le 13 octobre 2020, une œuvre sculptée de Roger Langevin rendant hommage à Dany Laferrière est prêtée à Bibliothèque et Archives nationales du Québec. Réalisée dans un matériau composite appelé résilice, la sculpture à l’effigie de l'écrivain le représente en position assise sur la plus haute marche d’un escalier, sur les parois duquel est transcrit cet extrait dessiné dans L’exil vaut le voyage, qui donne ainsi son titre à l’œuvre.

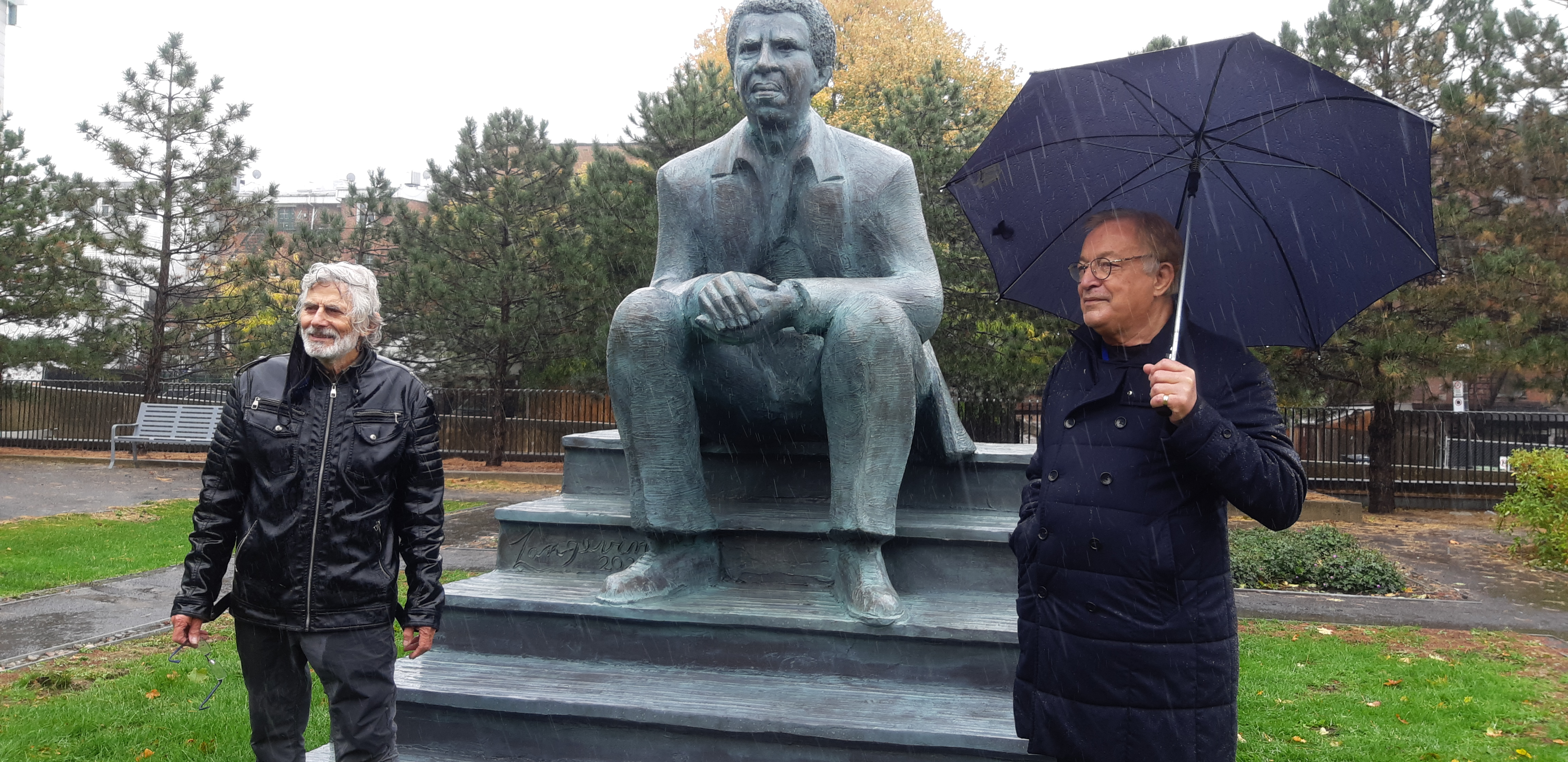
Le sculpteur Roger Langevin et le président-directeur général de BAnQ, Jean-Louis Roy.
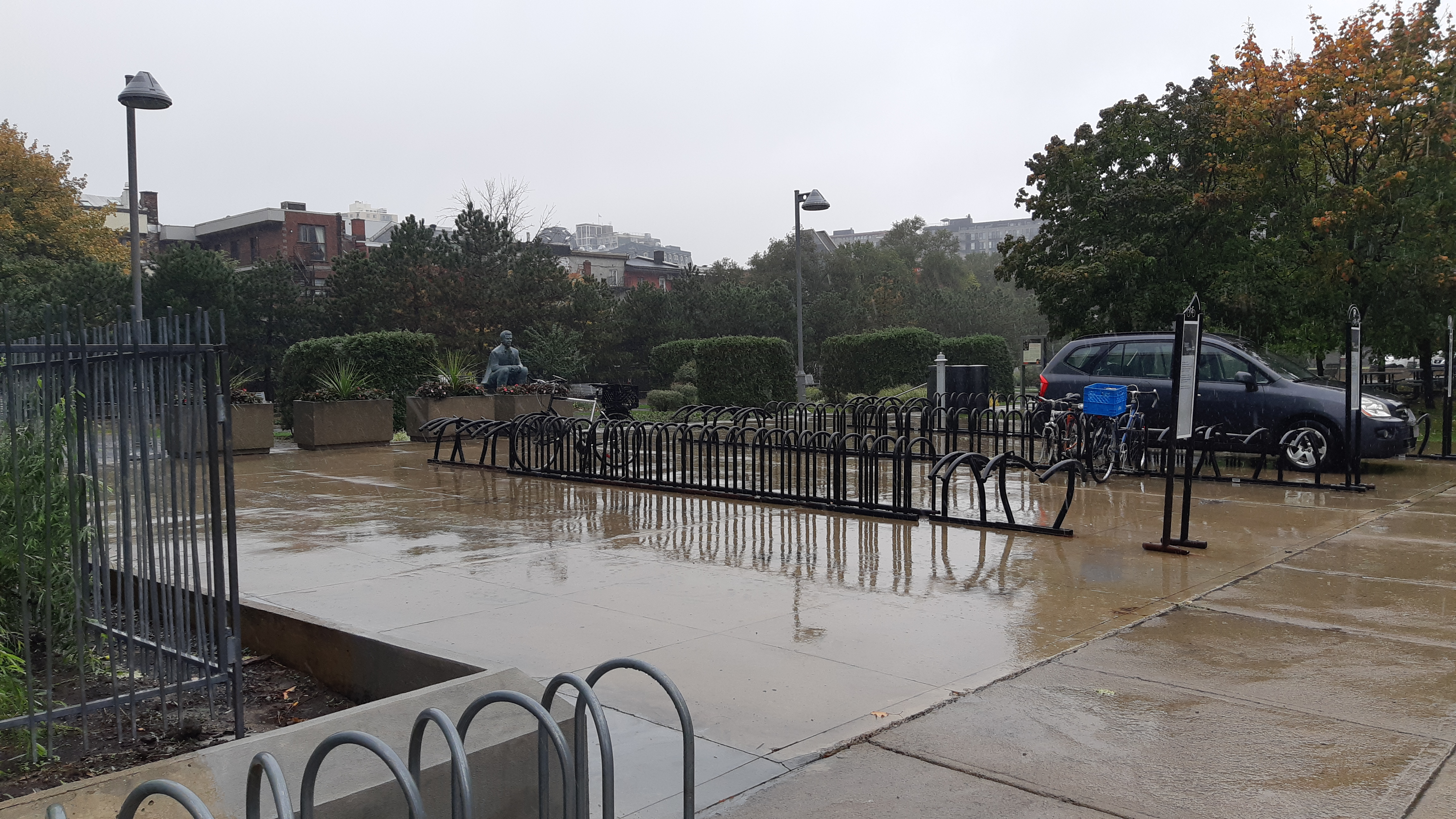
Jardin d'art de la Grande bibliothèque.

En 2021, Dany Laferrière est président du 47e prix du Livre Inter. Invité au micro de Léa Salamé, sur les ondes de France Inter, il explique que « du moment qu’il y a le mot livre, moi je suis là. Je suis un lecteur qui écrit ». En 2022, il signe L'enfant qui regarde, un roman bonsaï de 65 pages remarqué par la critique, « de toute beauté, hypnotique et pleine de charme » selon Le Figaro. Il évoque, lors d'une entrevue avec le quotidien français Le Monde, que Gérard Campfort, poète, chroniqueur, ancien professeur de lettres au secondaire en Haïti, et figure esquissée dans ce dernier roman, serait à l’origine de sa vocation littéraire.
Le 16 juin 2022, Laferrière accueille l'écrivaine Chantal Thomas, élue au fauteuil 12 de l'Académie française (celui laissé vacant par Jean d'Ormesson), et adresse, selon l'usage, un long discours de présentation où il compare notamment Chantal Thomas à la petite Alice d'Alice aux pays des merveilles.
En 2024, Dany Laferrière est parrain de Strasbourg, Capitale mondiale du livre. À la soirée inaugurale devant la cathédrale, il fait la lecture du texte «Qu'est-ce qu'un bon écrivain?» tout en faisant du Hula Hoop, son sport préféré, et dont il ne cesse de faire l'éloge dans ses livres et sur différents plateaux télévisés. Il multiplie les lectures publiques avec son Hula hoop, notamment au Salon du livre de Trois-Rivières, au château de Villers-Cotterêts et aux jeux poétiques de Paris 2024, où il lira son «Éloge du Hula Hoop» Place du Châtelet. Il propose également une initiation au Hula Hoop sur le Pont des arts, en marge de son exposition Coeur nomade.

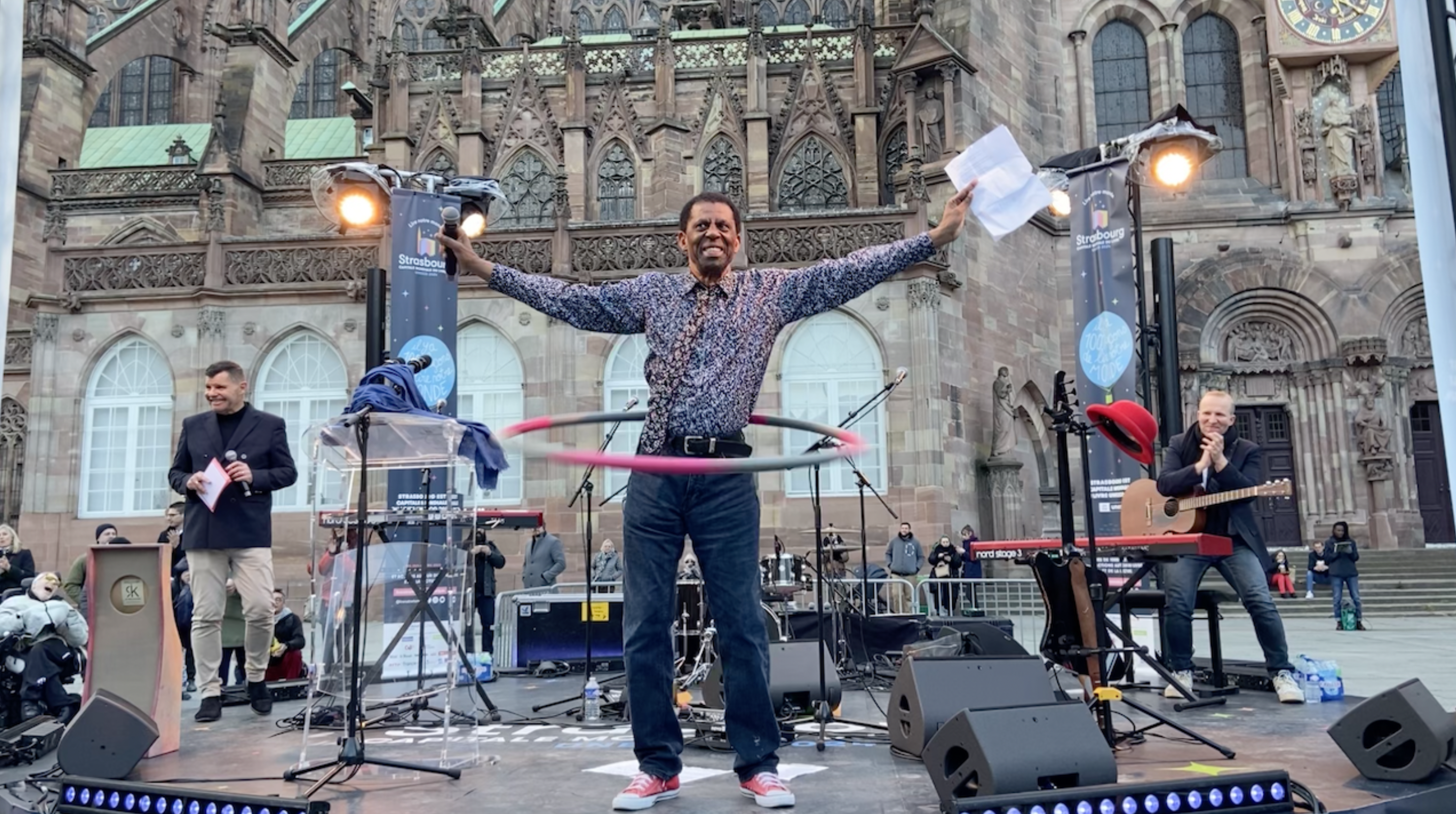
Grande Lecture de Strasbourg - Capitale mondiale du livre.

## Romans dessinés
Alors qu'il prononce une conférence sur Borges, son écrivain préféré, à la Bibliothèque nationale d'Argentine, Dany Laferrière apprend le décès de sa mère, Marie Nelson. Se disant «fatigué» de nombreux voyages et événements marquants, il remarque que dessiner le calme. Laissant de côté la machine à écrire, il se lance dans le roman dessiné, avec « cette main qu’il ne lâchera plus ».
Ce nouveau genre littéraire est souligné par la critique qui célèbre la folie et la liberté de l’écrivain qui «replonge ainsi dans l’enfance de l’art». En 2018, Dany Laferrière fait paraître Autoportrait de Paris avec chat, un premier roman de 320 planches dessinées. Ce livre rend hommage « aux artistes de tous les temps qui ont trouvé asile à Paris ». Invité à l'émission Tout le monde en parle, le bédéiste et dessinateur Enki Bilal salue l'œuvre de l'artiste. En 2019, Laferrière publie Vers d'autres rives, un roman de 112 planches dessinées qui rend hommage cette fois-ci aux poètes et aux peintres haïtiens.
L'exil vaut le voyage, roman de 408 pages, parait au printemps de la pandémie de 2020 en France. Dans cet ouvrage qualifié comme les autres, d'«ovni littéraire», Dany Laferrière réécrit notamment à la main la lettre envoyée par Toussaint Louverture à Bonaparte en 1802, et qui provoqua son exil.
À l’occasion de ses 35 ans d’écriture, au Québec, le Quartier des spectacles accueille l'exposition Un cœur nomade qui retrace, en dessin, la vie et l'œuvre de Dany Laferrière. Le titre fait référence à l’œuvre dessinée de Dany Laferrière, « Vers d’autres rives »; L'ONF produit à partir de ses livres graphiques une projection architecturale «L’exil vaut le voyage», sur la façade du pavillon Président-Kennedy; Le Festival international de littérature inaugure un parcours piéton à Montréal guidé par quarante citations de Dany Laferrière. L'écrivain dit alors qu'il a l'impression de «marcher dans son œuvre»
L'exposition Cœur nomade voyage à Francfort en Allemagne, à Tunis, à Sharjah aux Émirats arabes unis,, à New-York, au siège des Nations-Unies puis, à Paris, ses dessins habillent le Pont des Arts et le parvis de l'Institut de France. Au Québec, la future Bibliothèque et espace culturel Cœur-nomade devient la première bibliothèque inter arrondissement de la Ville de Montréal. En choisissant le nom Cœur-nomade, la municipalité souhaite refléter «une œuvre littéraire et une personne qui a joué un rôle exceptionnel dans le développement de la communauté».

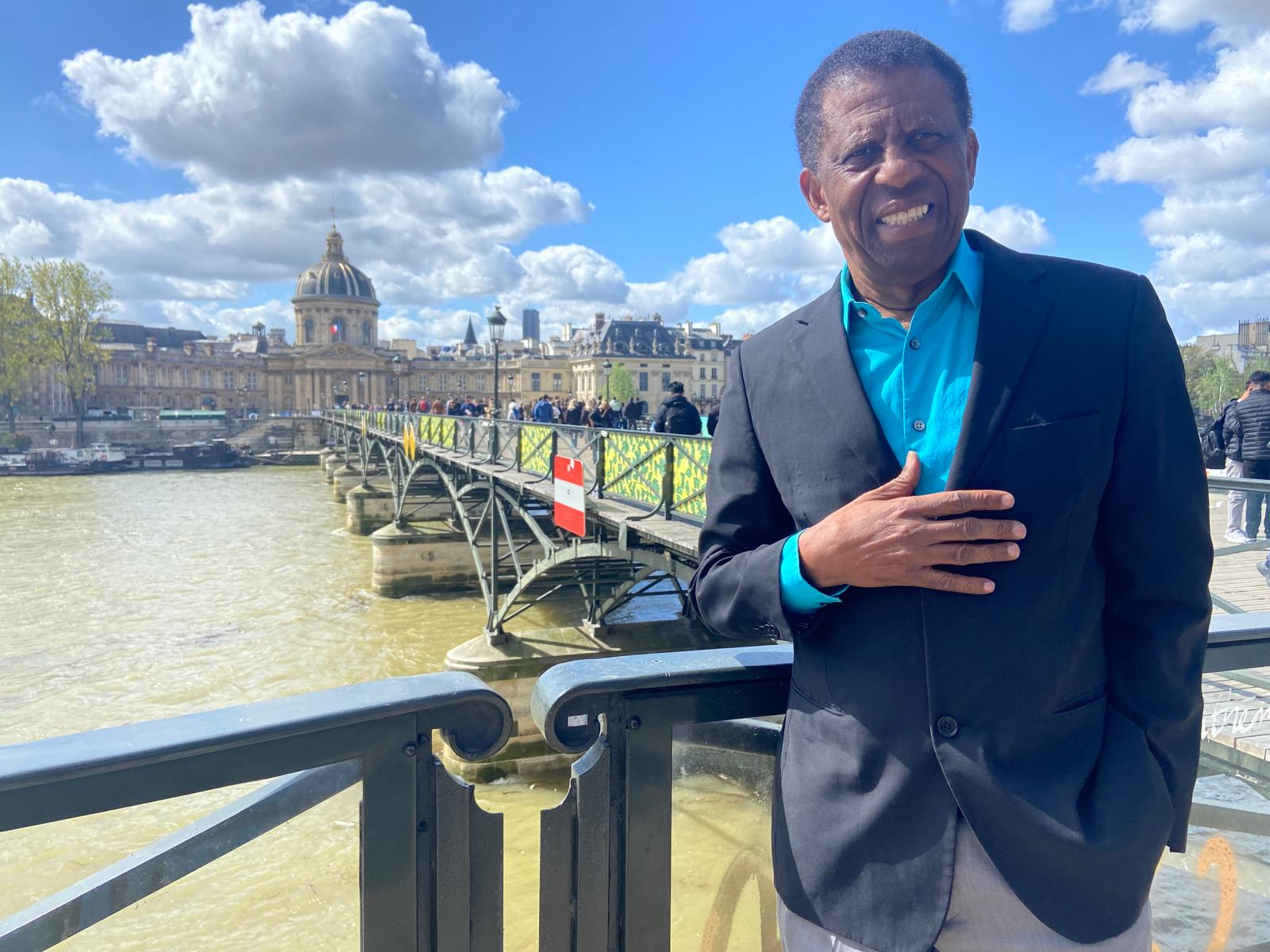
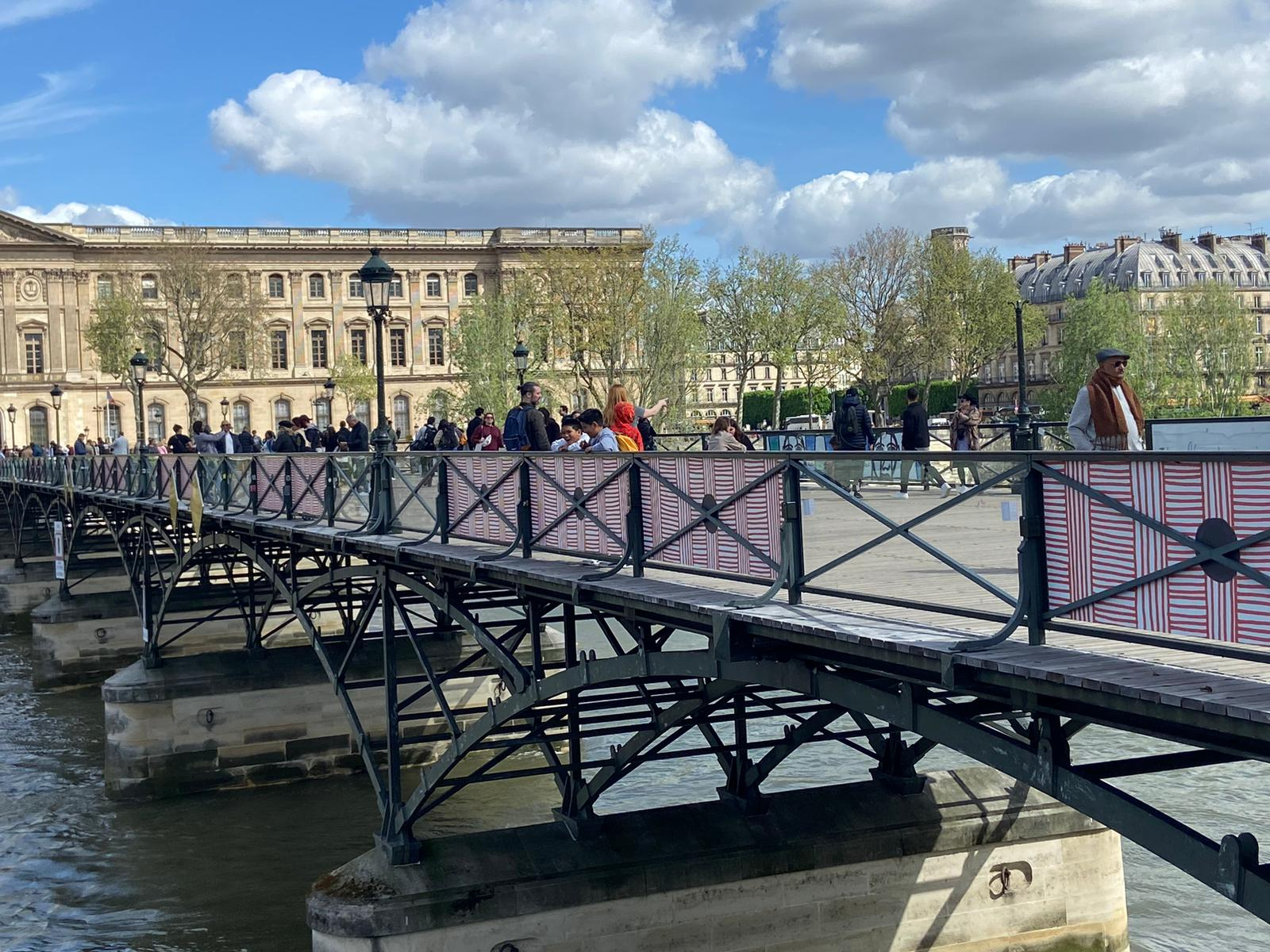
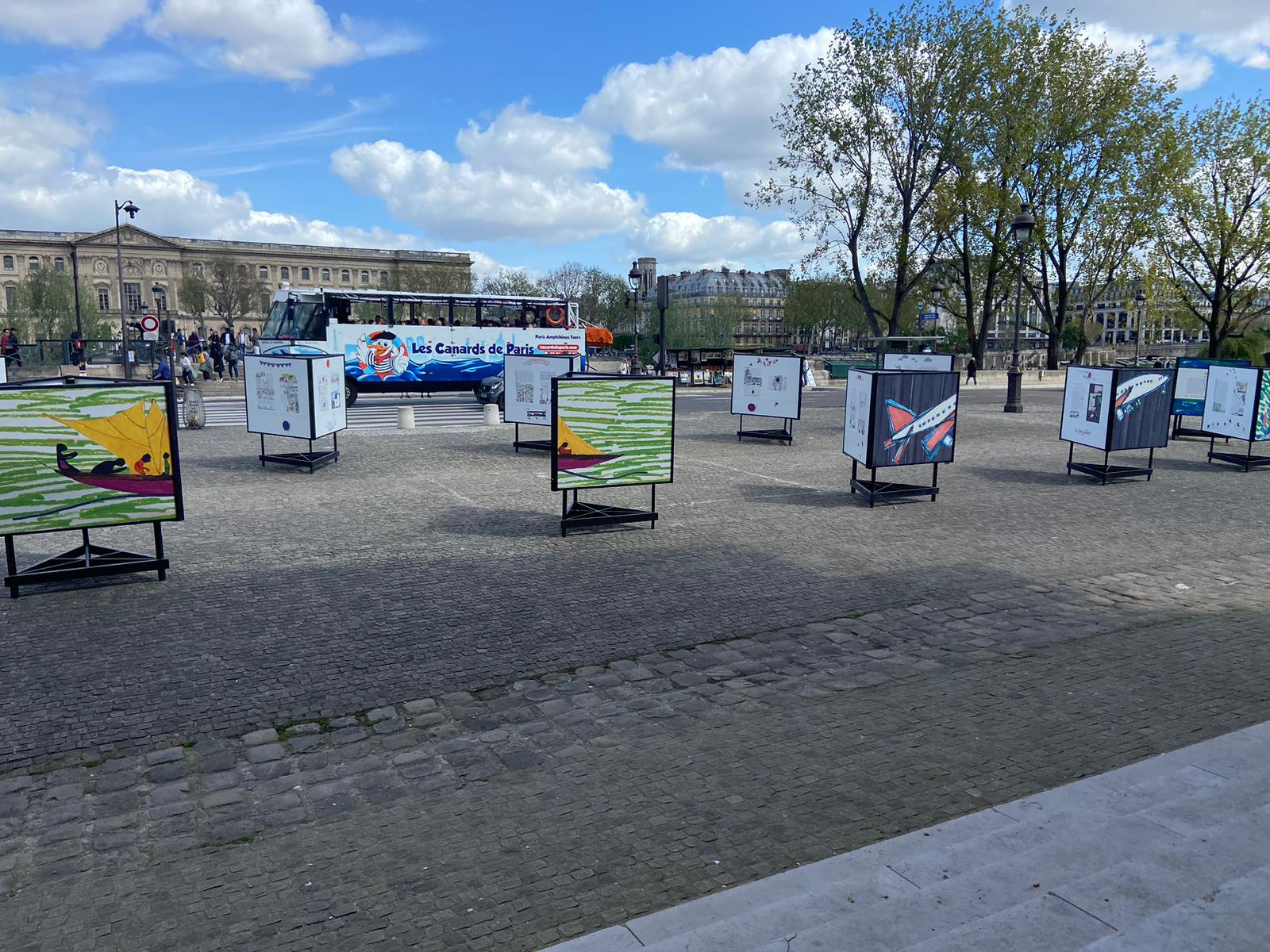
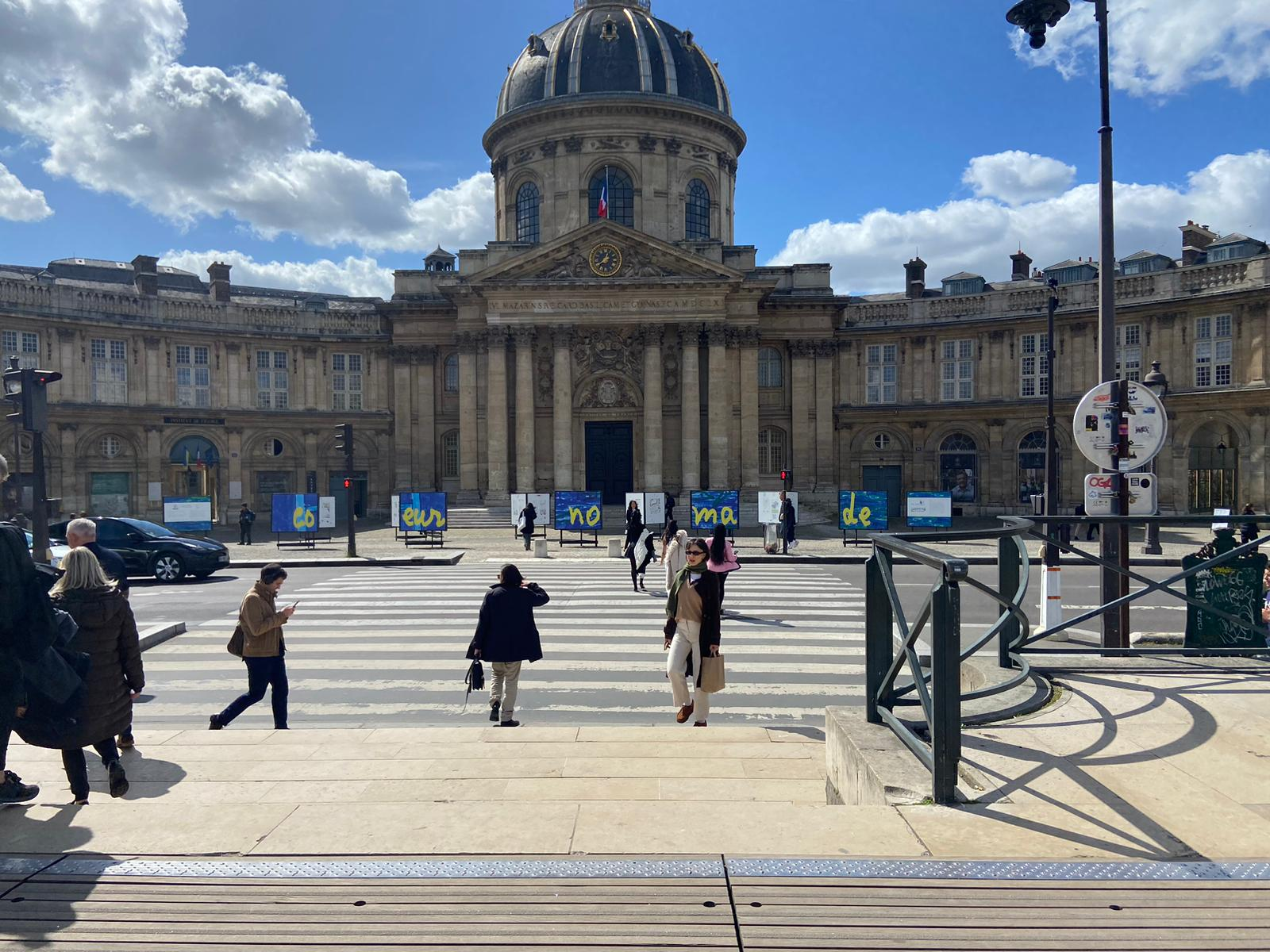

## Chroniques dans la presse et les médias
Dès dix-neuf ans, Dany Laferrière travaille pour Radio Haïti Inter, journal de treize heures de Marcus Garcia, ainsi qu’à l’hebdomadaire politique et culturel Le Petit Samedi soir, avec Gasner Raymond, Carl Henri Guiteau, Jean-Robert Hérard, Michel Soukar, Jean-Claude Fignolé et Pierre Clitandre, sous la direction de Dieudonné Fardin. Il signe, à la même époque, de brefs portraits de peintres dans leur atelier pour le quotidien Le Nouvelliste, que dirigeait alors Lucien Montas,.
En 1986, il travaille pendant deux mois en tant que chroniqueur et présentateur météo à la nouvelle Télévision quatre saisons à la condition, dit-il, de pouvoir parler librement et de tout «sauf de météo», ce qui l'amène rapidement à faire partie de La Bande des six, émission de Radio-Canada aux côtés de Marie-France Bazzo, René-Homier Roy, Nathalie Petrowski, Georges-Hébert Germain, et Suzanne Lévesque, où il se consacre aux chroniques « culture » (littérature, cinéma, peinture, musique, théâtre), en continuant son activité d’écriture à saveur autobiographique,.
En 1986, à la fin du duvaliérisme, Dany Laferrière se rend en Haïti avec l’écrivain Jean-Claude Charles, et parcourt le pays tout en tenant une chronique quotidienne pour Le Nouvelliste sur la débâcle des tontons macoutes.
De 2002 à 2007, il rédige chaque dimanche une chronique dans le quotidien La Presse sur les sujets brûlants de l'époque comme l'immigration, l'identité et des réflexions sur la littérature, la peinture, la poésie et le cinéma.
À l'été 2007, il propose une chronique matinale sur Radio-Canada avec Franco Nuovo. Il y fera par la suite, chaque année, quelques apparitions ayant fait de ce studio son « bistrot du dimanche matin », le café où il vient discuter librement de tous les sujets qui l'intéressent.
Par la suite, il occupe le poste d'éditorialiste à l'émission de Marie-France Bazzo, Bazzo.tv, pendant la saison 2008-2009.
En 2021, Dany Laferrière tient une chronique estivale pour l’hebdomadaire Haïti en marche, puis en janvier 2023, il est écrivain en résidence à la Une du quotidien Le Nouvelliste (Haïti), où il distille une série de textes extraits du Petit traité du racisme en Amérique, un par jour ouvrable, dans une chronique intitulée «Ma fenêtre»,.

## Prix et distinctions
Dany Laferrière est élu à l’Académie française le 12 décembre 2013 au fauteuil d’Hector Bianciotti (2e fauteuil).

### Prix littéraires
- 1991 - Prix Carbet de la Caraïbe et du Tout-Monde pour L'odeur du café[121].
- 1993 - Prix Edgar-Lespérance pour Le goût des jeunes filles.
- 2002 - Prix RFO du livre pour Cette grenade dans la main du jeune nègre est-elle une arme ou un fruit ?
- 2006 - Sélection Prix Renaudot pour Vers le Sud[122].
- 2006 - Prix du Gouverneur général catégorie Littérature jeunesse de langue française - texte, pour Je suis fou de Vava.
- 2009 - Prix Médicis pour L'énigme du retour.
- 2009 - Grand Prix du livre de Montréal pour L’énigme du retour.
- 2009 - Meilleur roman français de l'année au classement annuel des meilleurs livres de l'année du magazine Lire pour L’énigme du retour.
- 2010 - Prix des libraires du Québec pour L’énigme du retour.
- 2010 - Sélection Prix littéraire des collégiens pour L’énigme du retour[123]
- 2010 - Personnalité de l'année 2009 La Presse/Radio-Canada[124].
- 2010 - Grand prix littéraire international Metropolis bleu pour l'ensemble de son oeuvre.
- 2013 - Meilleur essai 2013 par la plateforme culturelle Kirkus Reviews.
- 2014 - Prix international de littérature, décerné par la Maison des cultures du monde (Haus der Kulturen der Welt), Berlin pour L'énigme du retour.
- 2014 - Mérite du français dans la culture, décerné par l’Office québécois de la langue française[125].
- 2015 - Martin Luther King Jr. Achievement Award pour l'ensemble de son oeuvre.
- 2015 - Grand prix Ludger-Duvernay pour l'ensemble de son oeuvre.
- 2016 - Prix Arbre des voyageurs pour Mythologies américaines, remis par Madame Hélène Carrère d’Encausse à La Forêt des Livres, en Touraine, dont le fondateur est Gonzague Saint Bris.
- 2018 - Son roman L'odeur du café était à l'honneur à la cinquième édition de Marathon du Livre à Petit-Goâve, sa ville d'enfance.
- 2019 - Grand Prix littéraire des Lycéens, Bénin, pour Le cri des oiseaux fous[126].
- 2022 - Prix Ulysse, pour l'ensemble de son oeuvre[127].
- 2024- Grand Prix des Ambassadeurs francophones pour Petit traité sur le racisme[128]

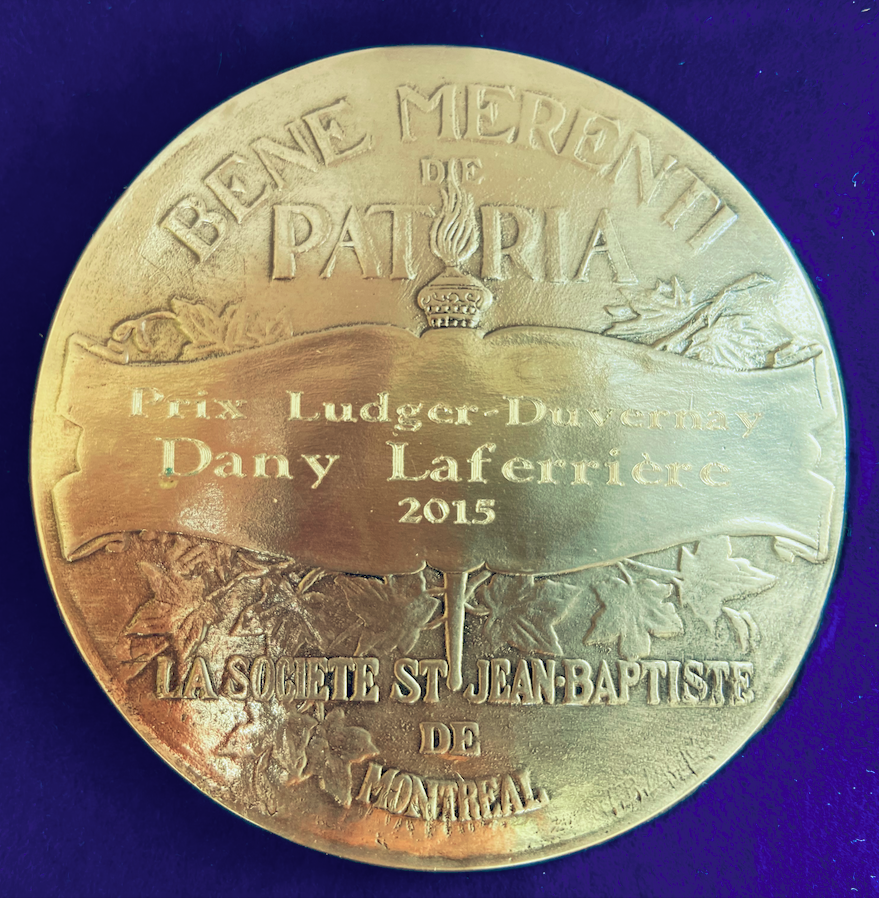
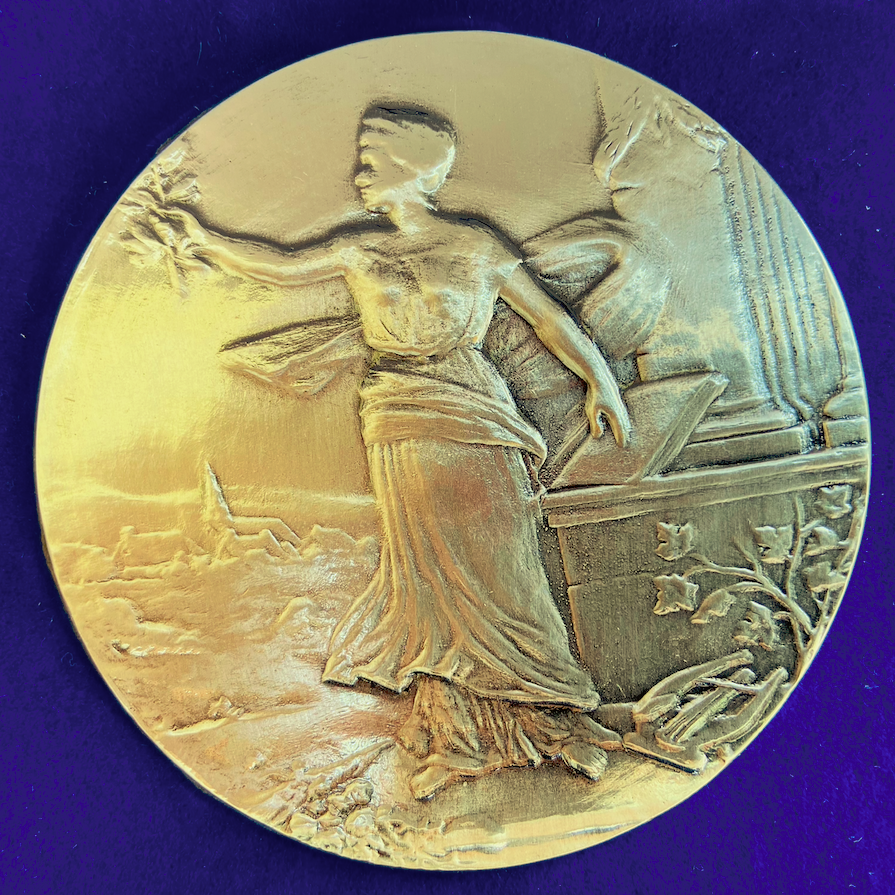
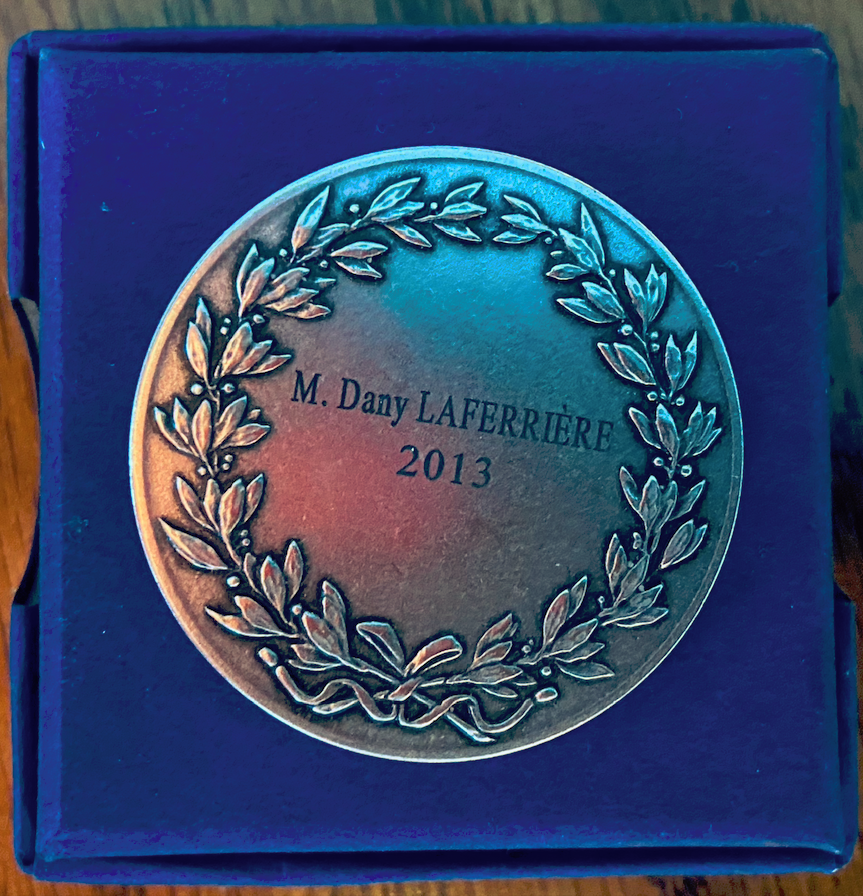
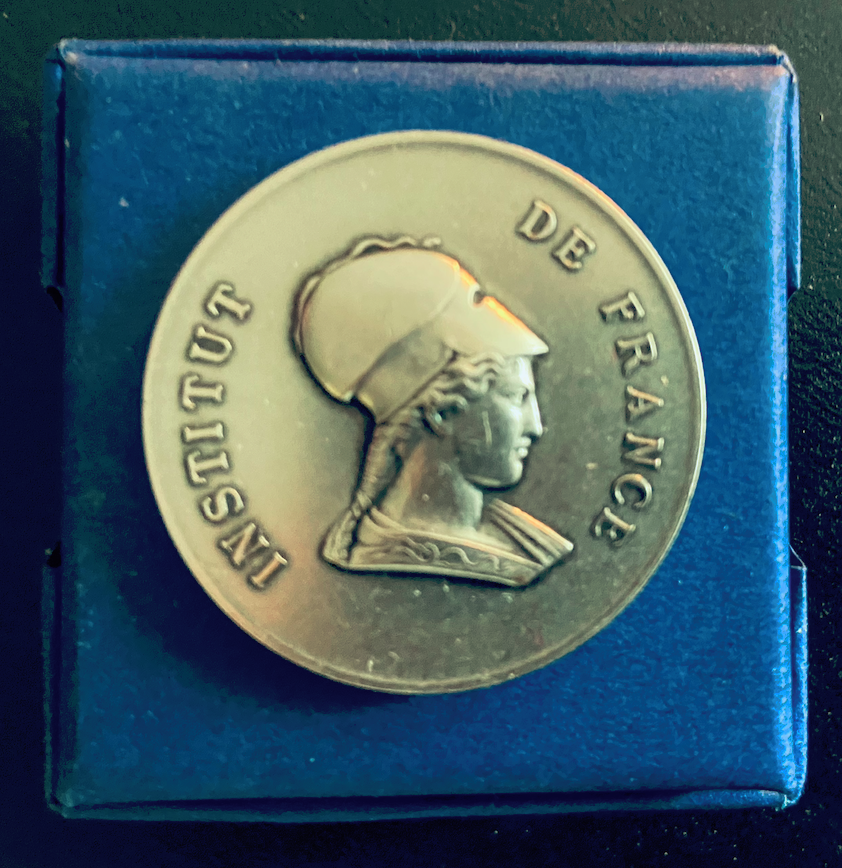
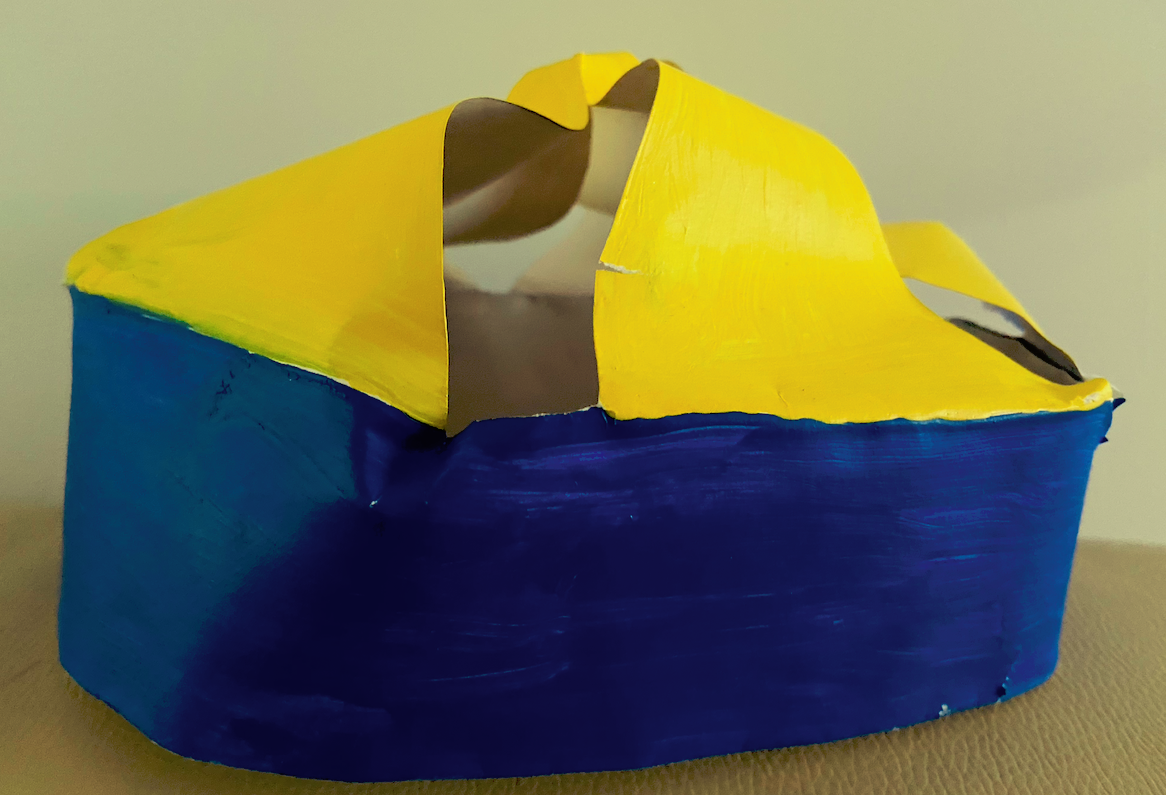
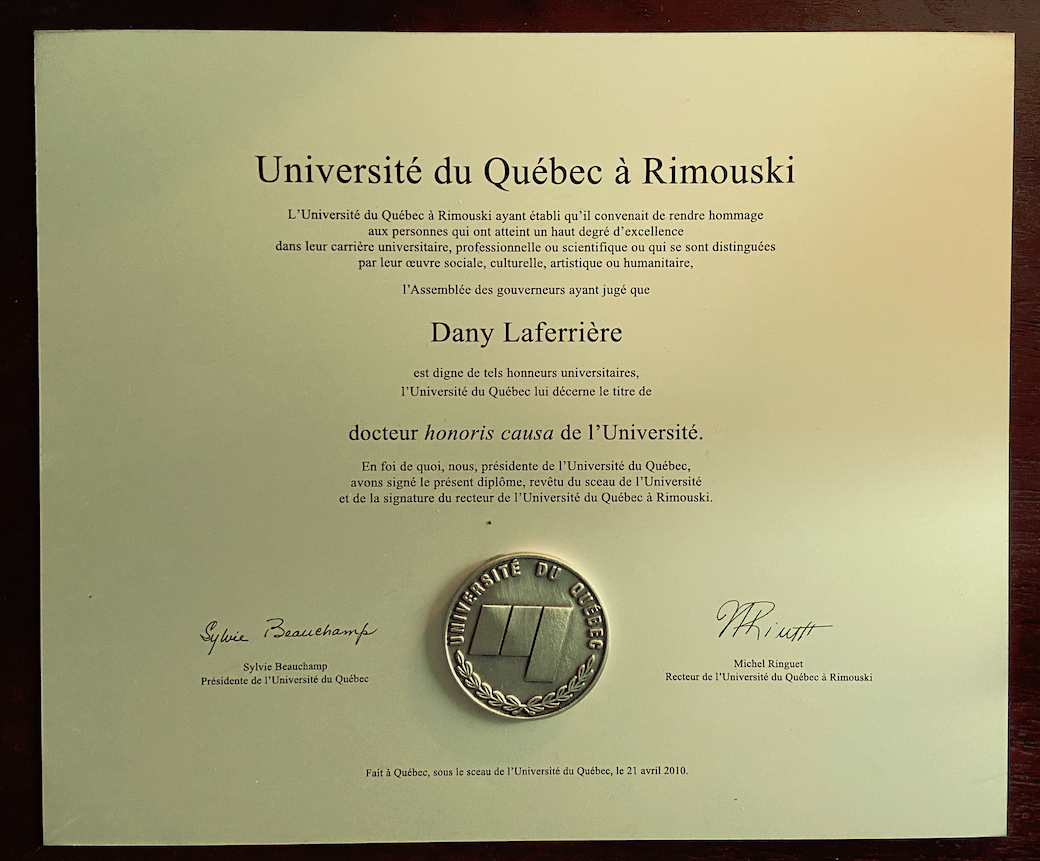

### Autres distinctions
- 2010 - Médaille d'honneur de l'Assemblée nationale[129]
- 2013 - Élection au fauteuil 2 de l'Académie française.
- 2016 - Membre d’honneur de l’Académie nationale des Sciences, Belles Lettres de Bordeaux.
- 2018 - Membre d'honneur de l'Académie de Nîmes.
- 2019 - Gardien du Livre en Haïti[130].
- 2024 - Timbre permanent de Postes Canada[réf. nécessaire].

### Doctorat Honoris Causa
- 2010 - Doctorat Honoris Causa de l'Université du Québec à Rimouski, Canada
- 2010 - Doctorat Honoris Causa de l'École normale supérieure de Lyon[131], France
- 2013 - Doctorat Honoris Causa de l'Université du Québec à Montréal, Canada
- 2016 - Doctorat Honoris Causa de Middlebury College, États-Unis
- 2016 - Doctorat Honoris Causa de l'Université Paris-Sorbonne & l'Université Pierre-et-Marie-Curie[132], France
- 2017 - Doctorat Honoris Causa de l'Université d'Ottawa[133], Canada
- 2018 - Doctorat Honoris Causa de l'Université McGill[134], Canada
- 2023 - Doctorat Honoris Causa de l'Université Simon Fraser[135], Canada

### Décorations
- Grand Officier de l'Ordre de la Pléiade
- Commandeur de l'Ordre national de la Légion d'honneur
- Commandeur dans l'Ordre des Arts et des Lettres
- Officier de l'Ordre du Canada[136]
- Officier de l'Ordre national du Québec[137]
- Officier de l'Ordre de Montréal[138]
- Compagnon de l'Ordre des arts et des lettres du Québec
- Médaille de l'Ordre des francophones d'Amérique
- Médaille du jubilé de diamant d'Élisabeth II[139]
- Chevalier de l'Ordre du Mérite culturel de Monaco

### Sculpture
- Musée Grévin de Montréal, par Claus Velte, 9 juin 2015[140]
- Jardin d'art de la grande bibliothèque, par Roger Langevin, 13 octobre 2020[141]
- Musée Grévin de Paris, par Claus Velte, 1 février 2022[142]

## Littérature
La date donnée est celle de la première édition.
Entre 1985 et 2024, Dany Laferrière a publié 37 livres.

### Romans imprimés
- Comment faire l'amour avec un nègre sans se fatiguer, 1985
- Éroshima / Fête chez Hoki (titre de la nouvelle édition 2024), 1987
- L'odeur du café, 1991
- Le goût des jeunes filles, 1992
- Cette grenade dans la main du jeune Nègre est-elle une arme ou un fruit?, 1993
- Chronique de la dérive douce, 1994
- Pays sans chapeau, 1996
- La chair du maître, 1997
- Le charme des après-midi sans fin, 1997
- Le cri des oiseaux fous, 2000
- Vers le sud, 2006
- Je suis un écrivain japonais, 2008
- L'énigme du retour, 2009
- L’art presque perdu de ne rien faire, 2011
- Journal d'un écrivain en pyjama, 2013
- Tout ce qu'on ne te dira pas, Mongo, 2015
- L'enfant qui regarde, 2022
- Un certain art de vivre, 2023

### Essais littéraires
- Je suis fatigué, 2000
- Les années 80 dans ma vieille Ford, 2005
- Tout bouge autour de moi, 2010
- Journal d’un écrivain en pyjama, 2013
- Petit traité sur le racisme / Petit traité du racisme en Amérique (titre de la nouvelle édition), 2021

### Romans dessinés
- Autoportrait de Paris avec chat, 2018
- Vers d'autres rives, 2019
- L'exil vaut le voyage, 2020
- Sur la route avec Bashō, 2021
- Dans la splendeur de la nuit, 2022

### Littérature jeunesse
- Je suis fou de Vava, Dany Laferrière, illustrations de Frédéric Normandin, 2006
- La fête des morts, Dany Laferrière, illustrations de Frédéric Normandin, 2009[143]
- L’Odeur du café, Dany Laferrière, illustrations de Francesc Rovira, 2014
- Le baiser mauve de Vava, Dany Laferrière, illustrations de Frédéric Normandin, 2014

### Recueil de textes
- Mythologies américaines, 2016
- Autobiographie américaine, 2024[144]

### Entretiens
- J'écris comme je vis. Entretiens avec Bernard Magnier, 2000
- Un art de vivre par temps de catastrophe, 2010
- Conversations avec Dany Laferrière. Interviews de Ghila Sroka, 2010
- Working in the Bathtub: Conversations with the Immortal Dany Laferrière, 2020[n 1]
- Entretien sur le processus de création (Annexes) dans Dany Laferrière, l'autodidacte et le processus de création, 2008 (Paris, l'Harmattan, B. Vasile)

### Discours
- Remerciements lors de la remise de son épée d’académicien par M. Jean d'Ormesson, 25 mai 2015[145]
- Discours de réception, le 28 mai 2015[146]
- Un art de vivre par temps de catastrophe, le 21 octobre 2019[147]
- Discours sur les prix littéraires 2021, le 2 décembre 2021[148]
- Réponse à Chantal Thomas, le 16 juin 2022[149]
- L'exil de l'écrivain, 22 octobre 2024[150]

### Travaux académiques
- Éloge de l’alphabet, le 1 décembre 2016[151]
- Éloge de la lecture, le 5 janvier 2017[152]
- La langue du ventre, le 1 mars 2018[153]
- Une langue intime, le 7 juin 2018[154]
- Une forme d'expression populaire, le 9 janvier 2020[155]
- Le poids d'un mot, le 5 novembre 2020[156]

## Ouvrages collectifs
- La lettre et l’image. Correspondance avec Monique Proulx, 1996[n 2]
- Chronique hebdomadaire dans le quotidien La Presse de Montréal (2002-2008)
- L'invité de Grigny, 2006[n 3]
- Lettre à un futur célèbre écrivain, 2007[n 4]
- Je voyage en français, 2007[n 5]
- Jean Price-Mars. Un intellectuel en otage, 2009[n 6]
- Journal d'un lecteur en dix instantanés, 2011[n 7]
- Rapide portrait d'un ami en dix éclats, 2012[n 8]
- Magloire-Saint-Aude, 2012[n 9]
- Une différente perspective en dix-neuf instantanés, 2012[n 10]
- L'état de grâce, 2012[n 11]
- Le jardin de la beauté, 2014[n 12]
- Un tourbillon et Le voyage à Petit-Goâve, 2013[157]
- Marie Chauvet a bien écrit le grand roman des années noires de la dictature haïtienne, 2015[n 13]
- Paris 1983, 2016[n 14]
- Cher Pierre Larousse, 2017[n 15]
- Jean-Claude Charles, 2022[n 16]
- Imaginaire et politique de la créolisation. Édouard Glissant et nous, 2023[n 17]

## Préfaces
- «Notes sur un discours». De l’universalité de la langue française de Rivarol, 2014
- «Ce bon vieil Émile». La brûlerie d'Émile Ollivier, 2014
- «Montesquieu aurait-il pu aller à Saint-Domingue?». De l'Esprit des lois de Montesquieu, 2024

## Lettres
- Blues pour mister Charlie, 8 mai 2008
- Mon amie Ghila, 1er octobre 2014
- Paris, 1983, 13 novembre 2015
- Un été meurtrier à Jérémie, 30 août 2017
- Manno Charlemagne. Autobiographie d'une génération, 11 décembre 2017
- Jacques Stephen Alexis. Un jeune homme éblouissant, 22 juin 2018
- Lettre à Maryse Condé, 12 octobre 2018
- Lettre en hommage au poète Georges Castera, le 3 février 2020
- Mon ami Roland Désir dort, le 29 février 2020
- Le racisme est un virus, le 10 juin 2020
- James Baldwin, un portrait, le 23 juin 2020
- Angela Davis, elle était une fenêtre, automne 2020
- Sous la pluie. Hommage à Beyrouth, 3 septembre 2020
- Une révolution invisible, le 25 octobre 2020
- Ma chère sœur adorée, 21 novembre 2020
- Une planète nommée Le Bris, 31 janvier 2021
- Marie-Claire jusqu’au bout de la nuit, décembre 2021
- L’envers de la robe, 16 mars 2024
- À l'ami du matin, mars 2024

## Réalisation
- 2004 : Comment conquérir l’Amérique en une nuit. Daniel Morin, production. Dany Laferrière, réalisation et scénario. Montréal: Équinoxe Films (DVD). 96 min[158].
- 2022 : Autoportrait de Tunis avec Chat. Poème visuel (court métrage). Dany Laferrière, production, réalisation et scénario[159].

## Documentaires
- 1985 : Haïti (Québec). Tahani Rached, réalisation. Dany Laferrière, narration. Office National du Film du Canada.
- En 2007, Dany Laferrière apparaît dans le documentaire Animal tropical à Montréal de Frank Rodríguez et Pedro Ruiz, où il raconte des anecdotes de l'auteur Pedro Juan Gutiérrez.
- 2009 : La Dérive douce d'un enfant de Petit-Goâve de Pedro Ruiz, qui présente un portrait de Dany Laferrière. Faits Divers Média, 2009. 90 min.
- 2020 : Voyage au pays des immortels, par Serge Moati[160]

## Adaptations cinématographiques
- 1989 : Comment faire l’amour avec un nègre sans se fatiguer. Jacques W. Benoît, réalisation. Dany Laferrière, scénario.
- 2004 : Le Goût des jeunes filles. John L'Ecuyer, réalisation. Dany Laferrière, scénario. 88 min.
- 2005 : Vers le sud, film franco-canadien réalisé par Laurent Cantet, avec Charlotte Rampling. 105 min.

## Enregistrements sonores
- Comment faire l’amour avec un nègre sans se fatiguer. Montreal: CNIB, 1986; INCA, 1986.
- Éroshima. Montréal: CNIB, 1988.
- L’Odeur du café. Montréal: INCA, 1991.
- Le Goût des jeunes filles. Montréal: INCA, 1993.
- Cette Grenade dans la main du jeune nègre est-elle une arme ou un fruit? Montréal: INCA, 1994.
- L'Énigme du retour. Lu par Dany Laferrière - Entretien inédit par Jean-Luc Hees
- Tout ce qu'on ne te dira pas, Mongo. Lu par Marcel Sabourin, Dany Laferrière, Michel Mpambara et Maryse Beauchamp

## Télévision
- 2014-2015 : Dany Laferrière participe à la série télévisée historique de Rachid Bouchareb et Pascal Blanchard Frères d'armes, en présentant un des cinquante portraits de la série : celui du résistant Anatole Lewitsky[161]

## Entretiens
- Bookmakers, avec Richard Gaitet sur Arte Radio[162]